# University of Tokyo Press
L'University of Tokyo Press (東京大学出版会, Tōkyō Daigaku Shuppan-kai) est une maison d'édition universitaire attachée à l'Université de Tokyo au Japon. Elle est fondée en 1951, dans le cadre de la réorganisation de l'université à la suite de la Seconde Guerre mondiale.

## Honneurs
- Prix spécial de la Fondation du Japon en 1990[2].

## Emplacement
Les éditions de l'université de Tokyo se trouvent sur le campus principal de l'Université de Tokyo. Adresse : 7-3-1 Hongō, Bunkyō, Tokyo.